# Mattias Falck
Mattias Falck (Karlskrona, 7 settembre 1991) è un tennistavolista svedese.

## Palmarès
- Mondiali

Halmstad 2018: bronzo nella gara a squadre.
Budapest 2019: argento nel singolare.
- Europei

Budapest 2016: argento nel misto e bronzo nel singolare maschile.